# Bikijuk
Bikijuk (Beg Chuk) (segle XIV) fou el principal amir del kan Tughluq Timur de Mogolistan i Txagatai.

## Primera invasió de Transoxiana
El 1362 el kan acabava de saber que Amir Husayn havia reunit un gran exèrcit al Badakhxan i avançava cap al riu Vahesh; se li havien unit els governants de Khuttal i Bakelan. Tamerlà li va aconsellar al kan enviar un delegat al governant de Shadman i del districte de Khuttalan, l'amir Ky Khusero (Kai Khusrau Khuttalani), cap de la primera línia de Husayn i subornar-lo però aparentment no va reeixir. L'exèrcit del Khan va avançar i el de Husayn també, arribant a la Porta de Ferro on ja havia arribat el kan que va iniciar l'atac sota comandament de Beg Chuk (Bikijuk) però quan els dos exèrcits es van trobar Ky Khuseru [Kai Khusrau Khuttalani] va desertar i es va unir a les forces del Khan. La victòria de Bikijuk fou fàcil i l'exèrcit de Khan va poder saquejar totes les hordes i tribus de la zona i Husayn es va haver de retirar cap a Kunduz.

## Supervisor general de Transoxiana
Poc després el kan va abandonar Transoxiana però va deixar el govern com a virrei al seu fill Ilies Khoja; l'administració fou confiada a una sèrie d'amirs i nobles sota la direcció de l'amir Bikijuk (una mena de supervisor general), sent Timur (que esperava rebre el govern suprem) només el sepah salar (comandant en cap). Tamerlà es va queixar inútilment per haver estat relegat i posat sota les ordres de Ilies i de Bikijuk. El kan li va recordar a Timur que segons la llei de Genguis Kan, la família de Genguis governa i la família de Gurigan (referit a la família de Timur, o be la família de Karachar Noyan) serveix, d'acord al pacte entre l'avantpassat Kayouli (Kachuli o Kajuli)i l'ancestre del kan, Kabul Khan. Per aquest antic acord vegeu Karaxar Noyan.
Ilies Khoja no tenia talent de governant. Les tropes jats van començar a saquejar i cometre tota mena de injustícies. L'amir Bikijuk va assolar Samarcanda; el príncep Ilies es mostrava satisfet amb els saquejos. Las noies de Samarcanda foren enviades com esclaves a diversos llocs i els venerables sayyids foren empresonats. El notable Zain al-Din va demanar ajut i Timur va enviar una queixa al kan que no va fer gaire efecte. però el kan va emetre un edicte que permetia a Timur controlar a Ilies a restriccions així com a tots els comandaments i que els oficials que desobeïssin podrien ser severament castigats i els culpables de injustícia haurien de retribuir en proporció a la ofensa. Timur es tornava a situar de facto com el cap amb mes poder de Transoxiana. Immediatament va prohibir a Ilies Khoja i als seus oficials exercir autoritat sobre els natius; els perjudicats van esdevenir enemics de Timur i van instigar contra ell tota mena de maledicències. Segons Timur les malifetes no van parar: 400 verges de Samarcanda van ser venudes com a captives; també foren fet captius 70 descendents de Mahoma que vivien a Tirmidh que van esdevenir esclaus. Els notables de Transoxiana van demanar a Timur acabar amb la situació i aquest es va sentir avergonyit; va reunir les seves forces, es va dirigir cap al nord i va fer alliberar molts dels captius. Ilies va informar al seu pare que Timur havia aixecat l'estendard de la revolta. Aquest es va justificar dient que estava combatent la injustícia tal com el kan havia ordenat. Bikijuk, el general, també va informar al kan en sentit desfavorable a Timur i el kan va emetre un edicte ordenant la seva mort. Timur va considerar prudent fugir ja que tot el país li podia retirar la fidelitat. Tamerlà va esdeveir un guerrer errant.

## Bikujuk a la defensiva
El 1363 Amir Husayn va entrar a Bakelan (el país de Balkh) però no va saber tractar als guerrers que s'oferien a unir-se a ell; fins i tot va disgustar els seus antics servidors per la seva avarícia; també sentia tant poc respecte per els seus enemics que va començar a recaptar i a acumular riqueses. En aquest moment, Ajuni Beg, germà de Bikijuk, havia col·locat un exèrcit de jats emboscats que van fer un atac inesperat contra Amir Husayn i el van derrotar, de manera que es va veure obligat a fugir amb només quatre cavallers i dotze guerrers a peu, cap el poble de Sherku. Tamerlà estava aleshores al Gurmsir recuperant-se de ferides patides a Sistan que el van deixar coix (1363)
Munguli Bughai Selduz que dominava la fortalesa d'Olaju propera a Balkh, juntament amb Abu Said ibn Taisu i Hyder Indekhudy (Ankhondy), s'havia ofert a Ilies per anar a buscar a Timur i Husayn i portar-los lligats davant el virrei. Ilies els va autoritzar i els va donar 6.000 cavallers i la promesa de governar cadascun un país. Però els tres caps foren derrotats i el kan va haver d'enviar forces sota el comandament de Aljun Bahadur, germà de Bikijuk (1364). L'exèrcit de Tamerlà anava creixent i el conquerridor va saber que un exèrcit mogol havia sortit de Kish dirigit pel fill de Bikijuk, amb 20.000 homes, i s'estenia per l'altre costat del riu Jihun. La batalla dita del Jihun o del Pont de Pedra, va ser decisiva i Tamerlà la va guanyar sobre Bikijuk, que havia agafat el comandament. Tamerlà va travessar el riu i va lliurar una nova batalla amb els mogols a 20 km de Xahrisabz, en el lloc anomenat Kaba Mitan (prop de Tash Arigi). En la batalla el cavall de Bikijuk va resultar mort i el general va caure presoner; els amirs Jemshid i Yusuf van fer un atac per alliberar-lo però també van quedar presoners. L'amir Iskandar va atacar amb força però fou rebutjat i finalment també fet presoner igual que l'amir Khoja Joses. També el propi virrei Ilies hauria caigut en mans de les forces de Tamerlà, però tant a ell com a Bikijuk se'ls va deixar marxar (a Bikijuk per decisió de Tamerlà). Les divisions que van perseguir als fugitius els van atrapar al riu Yam i en van matar a molts fins que l'aigua del riu baixava vermella.

## El fill de Bikijuk
Bayan ibn Bikijuk, fill de Bikijuk, va passar al servei de Tamerlà en agraiment a que Timur hagués salvat la vida del seu pare després de fer-lo presoner./ Bikijuk no torna a ser esmentat. Com que tenia fills grans cal suporsar-li una edat entre 40 i 50 anys per lo que hauria mort abans del final del segle xiv. Un possible fill seu, anomenat com Bayan Timur (que seria el fill Bayan al servei de Tamerlà, abans esmentat) fou atabeg d'Iskandar ibn Úmar Xaykh (càrrec que consta vers 1399, però que probablement ocupava des de vers 1394) i Muhammad Sultan ibn Jahangir el va fer executar a Andijan amb 26 servidors d'Iskandar quan es va enfrontar amb aquest príncep (1400).